# Dmitry Kotchnev
Ne doit pas être confondu avec Dimitrij Kotschnew.
Dmitri Viktorovitch Kotchnev (russe : Дми́трий Ви́кторович Ко́чнев), né le 1er mars 1964 à Moscou en Union soviétique, est un général d'armée russe.

## Carrière
De juin 2015 à mai 2016, il est chef du service de sécurité présidentiel russe et chef par intérim de juin à décembre 2015. Depuis le 26 mai 2016, il est directeur du Service fédéral de protection,. Il est promu au grade de général d'armée début juin 2021.